# 曹恩
曹恩（1477年—？），字汝錫，直隸德州衛官籍，浙江烏程縣人，明朝政治人物。

## 生平
弘治十四年（1501年）辛酉科順天府府鄉試第六十四名舉人。正德六年（1511年）中式辛未科會試第二百六十五名，登第二甲第四十九名進士。

## 家族
曾祖曹俊；祖父曹旺，曾任百戶；父曹誠，曾任百戶。母曹氏（封安人）。慈侍下。兄曹忠（百户）。